# Best Current Practice
Pour les articles homonymes, voir BCP.
Un Best Current Practice (BCP, littéralement « Meilleure pratique courante ») est un terme technique utilisé dans le milieu du travail qui signifie que la façon de procéder la plus répandue est, en général, le choix le plus logique, et devient ainsi un standard de facto. Cette expression est souvent utilisée dans le domaine des logiciels et leur implémentation, ainsi que dans les protocoles de communication réseau et leurs spécifications.
Un BCP est une suggestion sans engagement, elle est donc plus flexible qu'un standard. Puisque les spécifications changent de temps à autre, une autre façon de faire peut amener de meilleurs résultats ou faciliter le travail d'implémentation. Un BCP peut refléter ces changements.
BCP est aussi le nom donné à une série de documents numérotés publiés par l’Internet Engineering Task Force (IETF). Tous les documents de cette série sont aussi des Requests for Comments (RFC) : alors qu'un numéro de RFC désigne précisément un document, un numéro de BCP désigne la dernière version d'un document. Pour cette raison, les citations indiquent souvent les numéros de BCP et de RFC. Les BCP servent le plus souvent à documenter les lignes directrices, les procédés, les méthodes et d'autres sujets qui se prêtent peu à la standardisation. Par exemple, l’Internet standards process est défini par une série de BCP tout comme les structures organisationnelles de l'IETF, de l’Internet Engineering Steering Group, de l’Internet Architecture Board et d'autres groupes de travail qui participent à leurs activités. En comparaison, la série de documents STD documente des protocoles de communication réseau complètement standardisés, tels que IP, TCP et DNS.